# Billbergia lietzei
Billbergia lietzei é uma espécie de planta do gênero Billbergia e da família Bromeliaceae. 

## Forma de vida
É uma espécie terrícola e herbácea. 

## Descrição
| Caule                                   | Caule                               |
| --------------------------------------- | ----------------------------------- |
| propagação vegetativa                   | por broto lateral                   |
| Folha                                   |                                     |
| em roseta                               | tubular                             |
| forma das lâmina foliar                 | ligulada                            |
| consistência da lâmina foliar           | coriácea                            |
| cor das lâmina foliar                   | verde                               |
| margem foliar                           | com acúleio conspícuo               |
| Inflorescência                          |                                     |
| ramificação                             | simples                             |
| posição do pedúnculo                    | ereto/sub ereto                     |
| forma das bráctea do pedúnculo          | lanceolada                          |
| cor das bráctea do pedúnculo e primária | vermelha                            |
| indumento no pedúnculo e raque          | presente                            |
| bráctea floral                          | inconspícua                         |
| Flor                                    |                                     |
| pedicelo                                | presente                            |
| forma do ovário                         | cilíndrico                          |
| sulco no ovário                         | presente                            |
| simetria das sépalas                    | simétrica                           |
| posição da pétala                       | ereta com ápice recurvado na antese |
| cor das sépalas                         | vermelha                            |
| cor das pétalas                         | verde com ápice azul                |
| inserção das anteras                    | dorsifixa                           |

## Conservação
A espécie faz parte da Lista Vermelha das espécies ameaçadas do estado do Espírito Santo, no sudeste do Brasil. A lista foi publicada em 13 de junho de 2005 por intermédio do decreto estadual nº 1.499-R. 

## Distribuição
A espécie é encontrada no estado brasileiro de Espírito Santo. 
A espécie é encontrada no domínio fitogeográfico de Mata Atlântica, em regiões com vegetação de floresta ombrófila pluvial.